# Scottish Aviation

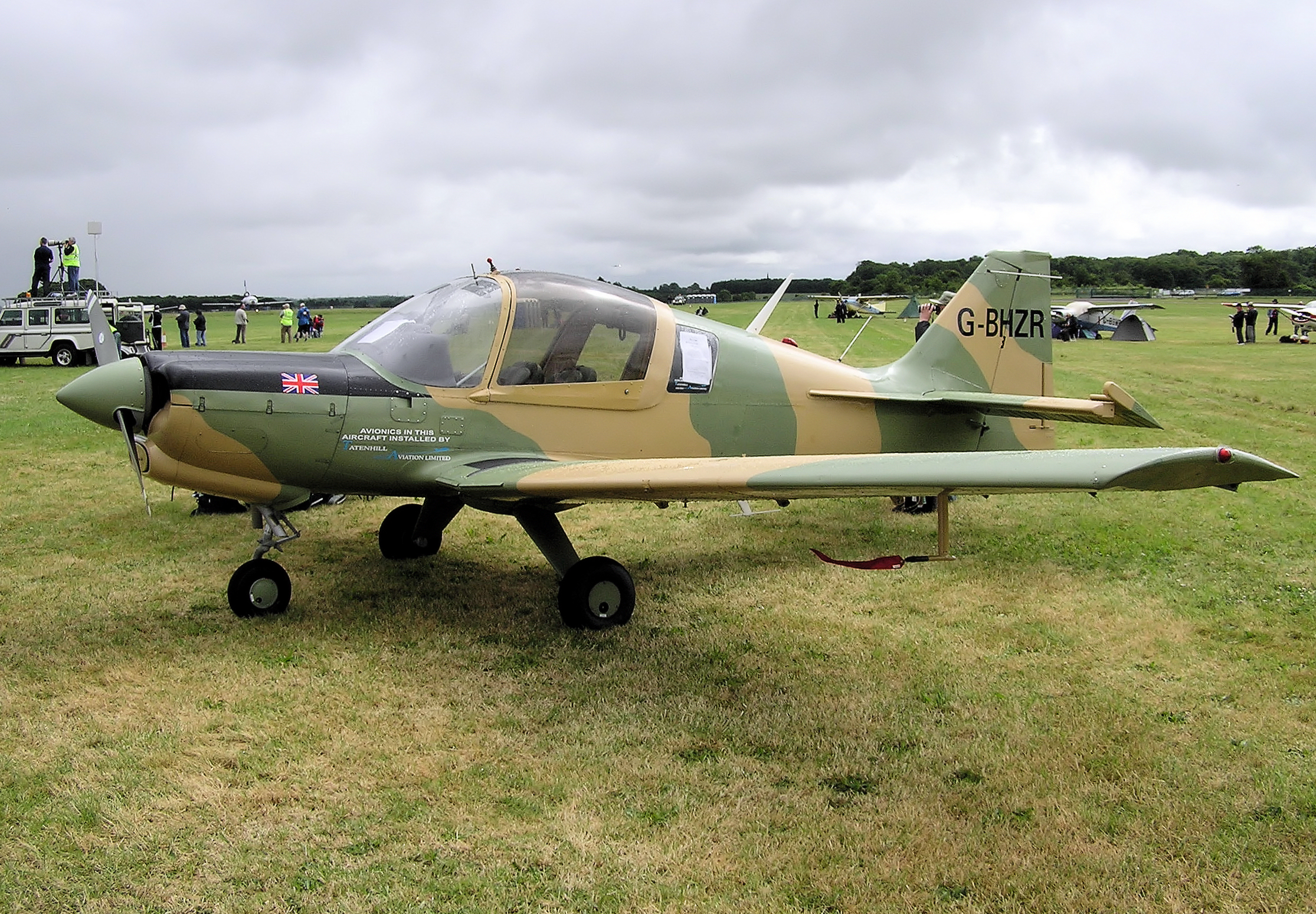
Scottish Aviation Bulldog

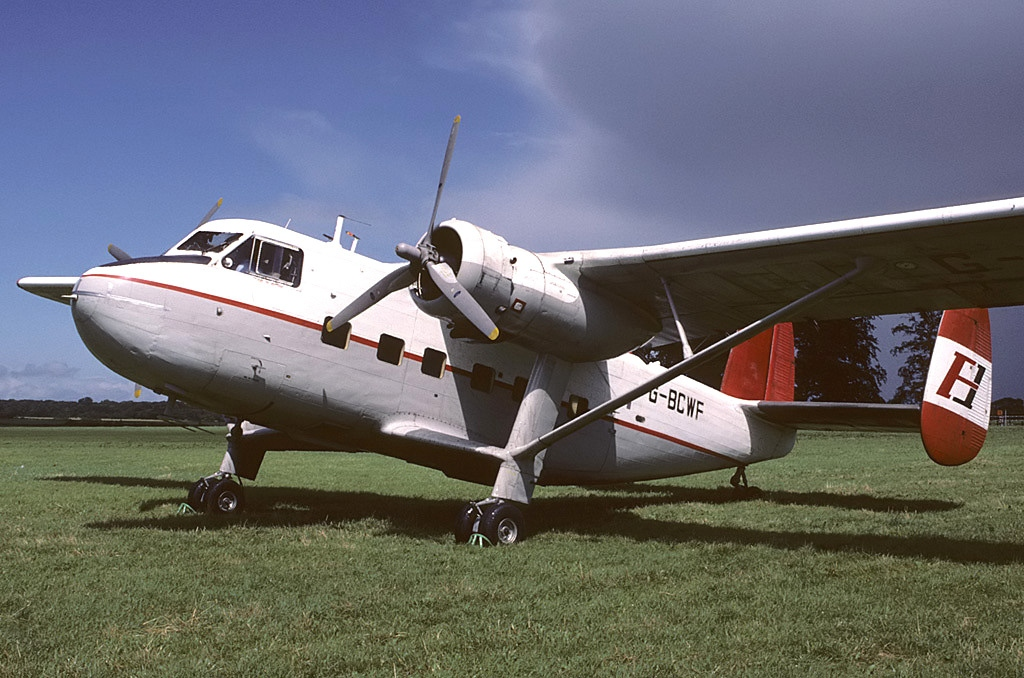
Scottish Aviation Twin Pioneer

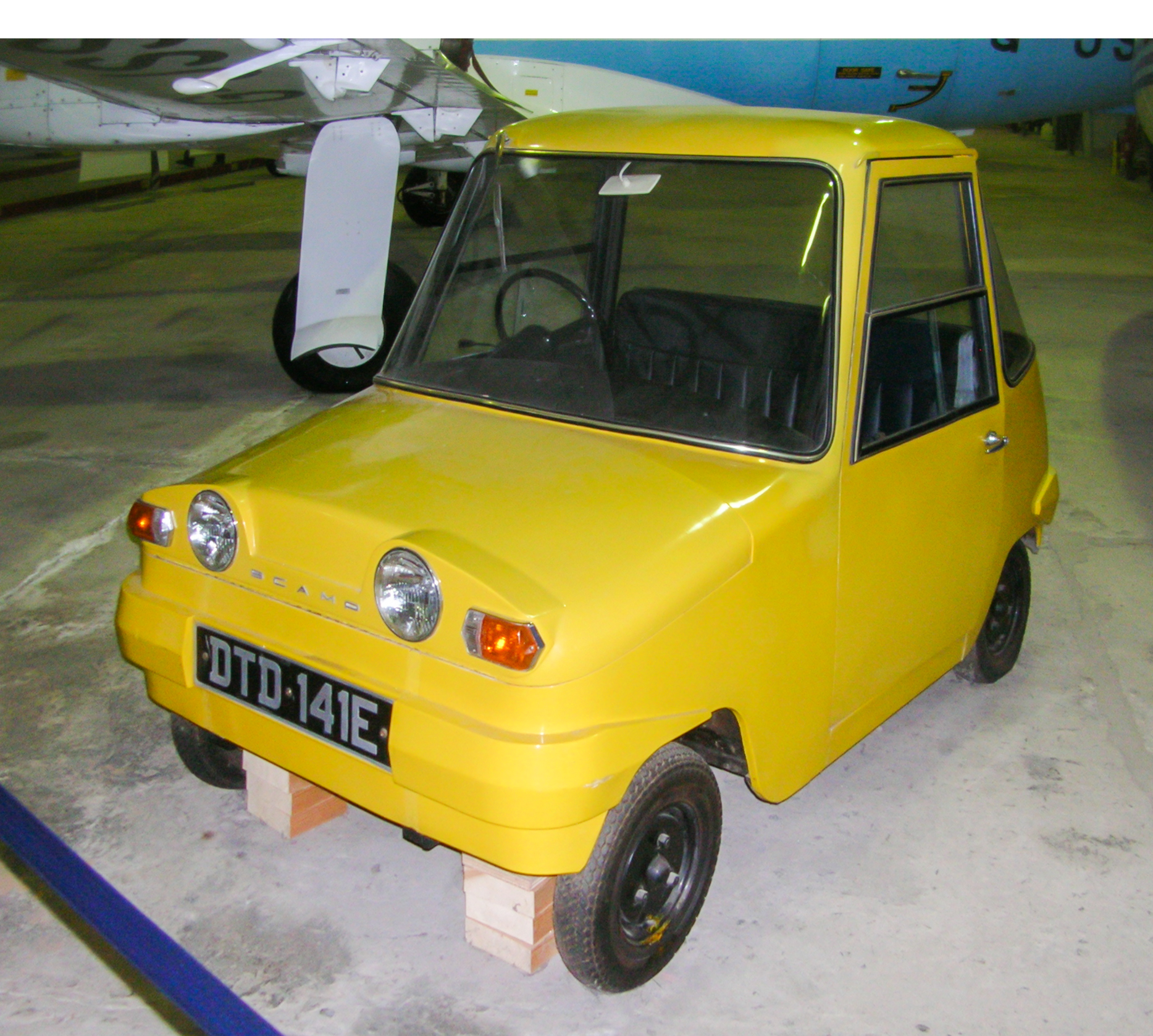
Scamp

Scottish Aviation – dawna brytyjska wytwórnia lotnicza z siedzibą na terenie lotniska Prestwick Airfield, w Prestwick, w Szkocji działająca w latach 1935–1977.

## Historia
Przedsiębiorstwo wywodzi się ze szkoły lotniczej założonej w 1933 roku przez Davida McIntyre'a. W 1935 roku McIntyre wraz z Douglasem Douglasem-Hamiltonem założyli spółkę Scottish College of Aviation, która rok później przyjęła nazwę Scottish Aviation, kontynuując działalność szkoleniową. Podczas II wojny światowej przedsiębiorstwo wykonywało naprawy i modyfikacje samolotów dla Royal Air Force. W okresie tym przebudowywane były tu samoloty Consolidated Liberator oraz łodzie latające Short Sunderland. Serwisowano tu też myśliwce Supermarine Spitfire i Hawker Hurricane.
Po wojnie spółka opracowała samoloty krótkiego startu i lądowania Pioneer i Twin Pioneer. W latach 60. przeprowadzała modernizację stacjonujących w Europie samolotów Royal Canadian Air Force, m.in. myśliwców Canadair CF-104 Starfighter.
W 1969 roku Scottish Aviation przejęło od zbankrutowanej wytwórni Beagle Aircraft Company prawa do produkcji samolotu szkolno-treningowego Bulldog i realizacji zamówienia złożonego na te samoloty przez szwedzkie siły powietrzne. Rok później w podobnych okolicznościach spółka nabyła prawa do produkcji lekkiego samolotu pasażerskiego Jetstream, opracowanego przez upadające zakłady Handley Page.
W 1977 roku spółka została włączona do nowo powstałego państwowego przedsiębiorstwa British Aerospace.

### Scamp
W połowie lat 60. XX wieku Scottish Aviation wykroczyło poza swój dotychczasowy obszar działania, angażując się w projekt niewielkiego samochodu osobowego o napędzie elektrycznym. W 1965 roku przedstawiony został mikrosamochód o nazwie Scamp, który docelowo miał trafić do seryjnej produkcji w 1967 roku. Zastosowana w pojeździe technologia okazała się jednak zbyt niedopracowana i awaryjna, a brakowało także pewności co do finansowej opłacalności projektu. W rezultacie w Prestwick między 1964 a 1966 rokiem zbudowano 12 sztuk, a Scamp nie trafił do produkcji seryjnej.

## Pojazdy

### Samoloty
- Pioneer(inne języki) (1947)
- Twin Pioneer(inne języki) (1955)
- Jetstream (1967, zaprojektowany przez Handley Page)
- Bulldog(inne języki) (1969, zaprojektowany przez Beagle Aircraft Company(inne języki))

### Samochody
- Scamp (1964–1966)